# Joop van den Ende
Johannes "Joop" Adrianus van den Ende (Ámsterdam, 23 de febrero de 1942) es un empresario de origen holandés, conocido por ser cofundador de la empresa Endemol.

## Primeros años
Joop van den Ende nació el 23 de febrero de 1942, en Ámsterdam.
A los 12 años colaboró por primera vez en un musical, y a los 17 incursionó en la producción adquiriendo los derechos de una serie de televisión.

## Endemol
En 1994 Joop van den Ende fundó junto a John de Mol, la compañía Endemol (nombre que surgió de la composición de los apellidos de ambos).
La empresa tuvo un enorme éxito produciendo doversos reality shows como Big brother y Fear factor.
Fue en el año 2000 que van den Ende y de Mol vendieron Endemol a la empresa española Telefónica.
Stage Holding
Actualmente, Joop van den Ende se dedica exitosamente a la producción de puestas en escena, principalmente del género musical.
Su empresa, Stage Holding hoy llamada Stage Entertainment es la principal productora de teatro en toda Europa.
Opera teatros principalmente en Holanda, Alemania y España, aunque también está presente en menor medida en el Reino Unido, Estados Unidos, Rusia y recientemente en Francia.
- Datos: Q1358565
- Multimedia: Joop van den Ende / Q1358565